# غيلوم لوريوت
غيلوم لوريوت (بالفرنسية: Guillaume Loriot)‏ (مواليد 21 مايو 1986 في لومان - فرنسا) لاعب كرة قدم فرنسي يلعب حاليا لصالح نادي الدرجة الأولى لومان الفرنسي منذ 2005 في مركز الوسط المحوري .

## روابط خارجية
- غيلوم لوريوت على موقع رابطة كرة القدم الفرنسية للمحترفين (الإنجليزية)
- غيلوم لوريوت على موقع قاعدة بيانات كرة القدم.إي يو (الإنجليزية)
- غيلوم لوريوت على موقع ليكيب (الفرنسية)
- غيلوم لوريوت على موقع Soccerway.com (الإنجليزية)
- غيلوم لوريوت على موقع كووورة